# Педаль (инструментовка)
Педаль в технике инструментовки – выдержанные звуки или аккорды, представляющие основу (фон) для мелодической и гармонической фигурации. Педаль в этом значении является разновидностью педали как техники композиции, используемой в различных музыкальных и исторических контекстах.

## Краткая характеристика
Отдельным инструментам или определенной группе инструментов поручается роль выполнения педали для достижения насыщенной звучности оркестра или ансамбля и образования устойчивого гармонического фона Техника педалей достаточно подробно изложена в учебниках аранжировки:90. Наиболее полно оркестровая педаль как проблема науки об инструментовке раскрыта в специальной главе «Оркестровая педализация» труда С. Василенко «Инструментовка для симфонического оркестра», автором которой является редактор II тома Ю. Фортунатов.